# Гюнтер Шак
Гюнтер Шак (нім. Günther Schack; 12 листопада 1917, Бартенштайн — 14 червня 2003, Нідегген) — німецький льотчик-ас винищувальної авіації, майор люфтваффе. Кавалер Лицарського хреста Залізного хреста з дубовим листям.

## Біографія
Пройшов льотну підготовку і в березні 1941 році був зарахований в 7-у ескадрилью 51-ї винищувальної ескадри, дислоковану в Північній Франції. Учасник Німецько-радянської війни. Першу перемогу здобув 23 липня 1941 року. 23 жовтня у бою в районі Малоярославця літак Шака був збитий. Він вистрибнув на парашуті з палаючого літака, приземлився на території, зайнятій радянськими військами, але зміг уникнути полону і повернутися назад. 29 січня 1943 року протягом 10 хвилин збив 5 радянських бомбардувальників Пе-2, а 23 лютого під час одного бою здобув ще 5 перемог, причому протягом 1 хвилини збив одразу 3 ЛаГГ-3. 15 липня 1943 року здобув свою 50-у перемогу, а протягом серпня 1943 року збив ще 40 радянських літаків. До 3 вересня на його рахунку були 100 збитих літаків. З 8 грудня 1943 року — командир 9-ї ескадрильї своєї ескадри. 6 жовтня в бою над Східною Пруссією його літак був збитий, а сам Шак тяжко поранений (до цього моменту на його рахунку була 161 повітряна перемога). З 11 грудня 1944 року — командир 1-ї групи своєї ескадри. 12 квітня 1945 року був збитий в 15-е і отримав сильні опіки обличчя. 1 травня 1945 року призначений командиром 4-ї групи 3-ї винищувальної ескадри, дислокованої на захід від Ростока, а з 2 травня — на острові Зюльт.
Всього за час бойових дій здійснив 780 бойових вильотів і збив 174 радянські літаки.
В 1968 році Шак звільнився з посади менеджера з продажу в промисловій компанії свого дядька, залишив дружину і трьох дітей та жив у заміському будинку біля Нідеггена, де, як вегетаріанець, в основному підтримував себе за рахунок того, що вирощував на своїй території. Протягом цього часу він намагався впоратись іх своєю воєнною травмою та, як філософ і письменник, розвинути та пропагувати власну життєву філософію — «гомократію».

## Нагороди
- Нагрудний знак пілота (1 жовтня 1940)
- Залізний хрест
  - 2-го класу (10 серпня 1941)
  - 1-го класу (15 червня 1942)
- Авіаційна планка винищувача в золоті з підвіскою
  - в золоті (18 листопада 1941)
- Медаль «За зимову кампанію на Сході 1941/42» (3 серпня 1942)
- Почесний Кубок Люфтваффе (16 січня 1943)
- Німецький хрест в золоті (26 лютого 1943)
- Лицарський хрест Залізного хреста з дубовим листям
  - лицарський хрест (29 жовтня 1943) — за 116 перемог.
  - дубове листя (№460; 20 квітня 1944) — за 133 перемоги.
- Нагрудний знак «За поранення» в чорному